# Distrito de Huaricolca

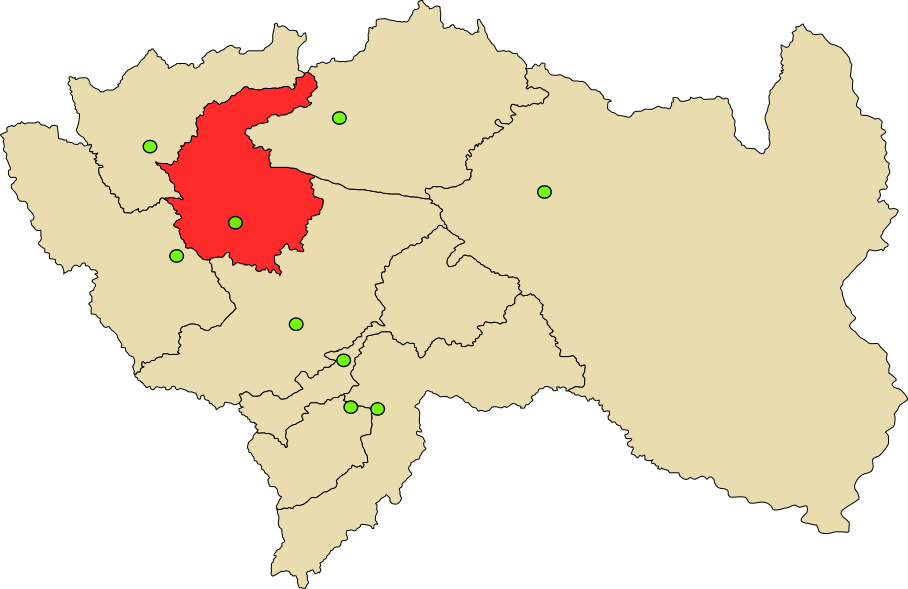
Mapa de Provincia de Tarma.

El Distrito de Huaricolca es uno de los nueve distritos que conforman la Provincia de Tarma, ubicada en el Departamento de Junín, bajo la administración del Gobierno Regional de Junín, en la sierra central de Perú. 
Dentro de la división eclesiástica de la Iglesia Católica del Perú, pertenece a la Diócesis de Tarma

## Etimología
Huaricolca en lengua originaria como el quechua posee varios términos: primera (Huari).- nombre de mujer que cuida el puquial, (Colca).- jefe de comarca Taruma. Segunda (Huari).- Abrigo rocoso donde nace un puquial, (Jolge, Qolque, Qollque, Qollqi o Colqui).- Oro, plata o mina. Tercera (Huari).- cueva donde se encuentra la diosa piedra, (Colca).- granero o troje.

## Historia
El distrito fue creado mediante Ley n.º 13011 del 14 de junio de 1958, en el segundo gobierno del Presidente Manuel Prado Ugarteche.

## Geografía
Abarca una superficie de 162,31 km².

## Autoridades

### Municipales
- 2019 - 2022
  - Alcalde:	Ovidio Niliam Laura Solís
- 2015-2018[3]
  - Alcalde: Paul Zacarías Lino Tejeda, Movimiento Juntos por Junín (N).
  - Regidores: Jancy Romulo Parian Ladera (N), Félix Venturo Tinoco Cahuari (N),  Felicia Teodora Osorio Marcos (N), Juan Taipe Chagua (N), Ermilio Dominico Sánchez Rosales (Fuerza Popular).
- 2011 - 2014[4]
  - Alcalde: Clowaldo Telesforo Quispe Ollero, del Bloque Popular Junín (BPJ).
  - Regidores: Filiberto Samuel Hurtado Anglas (BPJ), Yudy Lucinda Olivares Torres (BPJ), Graciela Ollero Rojas (BPJ), Gregorio Yalle Aybar (BPJ), Loere Elver Dionisio Molina (Movimiento Independiente Regional La Carita Feliz).
- 2007 - 2010
  - Paul Zacarías Lino Tejeda.

### Policiales
| Comisaría de Tarma              | Comisaría de Tarma | Comisaría de Tarma  |
| Dirección                       | Teléfono           | Horario de atención |
| ------------------------------- | ------------------ | ------------------- |
| Jr. Callao al 100               |                    | 24 Hs               |
| Comisario                       |                    |                     |
| Cmdte. PNP: Dante Zúñiga Arenas |                    |                     |

### Religiosas
- Diócesis de Tarma[5]
  - Obispo: Mons. Richard Daniel Alarcón Urrutia (2001-2014).
  - Administrador Diocesano de Tarma: Pbro. Felipe Ochante Lozano, OFM
- Parroquia San Juan Bautista 
  - Párroco: Preb.  .

## Atractivos turísticos
Santuario Rupestre de Pintish Machay, Guardianes de Mamahuari, Museo de Sitio, Restos Arqueológicos de Balcón Machay son algunos de los atractivos turísticos de la zonay avia monstruis

## Festividades
- Semana Santa
- Santa Elena. Se celebra oficialmente el 14 de junio, se instauró en 1959.